# Xã Hume, Quận Whiteside, Illinois
Xã Hume (tiếng Anh: Hume Township) là một xã thuộc quận Whiteside, tiểu bang Illinois, Hoa Kỳ. Năm 2010, dân số của xã này là 411 người.